# RPM International
RPM International ist ein US-amerikanisches Unternehmen, das Beschichtungswerkstoffe, Dichtstoffe und andere Bauchemikalien herstellt und vertreibt. Die Produkte richten sich sowohl an industrielle Kunden, als auch an private Verbraucher. Neben den Sparten mit Produkten für industrielle und private Abnehmer wird ein drittes Produktsegment für spezielle Nischenanwendungen betrieben. Das Produktsegment für industrielle Anwendungen sorgte im Geschäftsjahr 2018 für rund 53 % des Gesamtumsatzes. Im Jahr 2018 war RPM International der fünftgrößte Hersteller von Farben und Lacken weltweit.
Das Unternehmen wurde 1947 durch Frank C. Sullivan unter dem Namen Republic Powdered Metals gegründet und vertrieb zunächst eine Beschichtung für Aluminiumdächer. Nach dem Tod von Frank Sullivan 1971 wurde das Unternehmen zu RPM Inc. umfirmiert und vom Sohn des Unternehmensgründers Thomas C. Sullivan fortgeführt. Dieser expandierte stark und steigerte den Umsatz von 11 Millionen Dollar auf 2 Milliarden Dollar. Seit 2002 ist Frank C. Sullivan, der gleichnamige Enkel des Firmengründers, in der Position des Chief Executiv Officers des Unternehmens.
Zu den rund 145 Unternehmensstandorten in 26 Ländern weltweit zählen auch fünf deutsche Standorte in Bodenwöhr, Schwarzenbek, Twistringen, Traunreut und Köln, die von der Tremco CPG Germany GmbH als Tochterunternehmen von RPM International betrieben werden.